# María Dantas
Maria das Graças Carvalho Dantas (Aracaju, 21 de mayo de 1969), conocida como Maria Dantas, es una activista y política hispanobrasileña que se desempeña como miembro del Congreso de los Diputados de España.

## Biografía
Dantas nació el 21 de mayo de 1969 en el municipio de Aracaju, en el noreste de Brasil. Es hija de una enfermera y un comerciante.  Es licenciada en derecho por la Universidad Federal de Sergipe. Fue alumna de Carlos Ayres Britto en la universidad.
Dantas trabajó como subdelegada de la policía civil en Sergipe.

### Activismo y política
En 1994, Dantas emigró a España para estudiar derecho ambiental.   Tras expirar su visado de estudiante, vivió como migrante indocumentada y trabajó en varios empleos durante 15 años: como empleada doméstica, niñera, cuidadora de ancianos, paseadora de perros, camarera y profesora de portugués. También trabajó limpiando baños después de asistir a clases de doctorado. Más tarde trabajó como asistente administrativa para una compañía financiera. Es ciudadana española por naturalización.
Poco después de llegar a España, Dantas se convirtió en activista contra la xenofobia, el racismo, el fascismo y la homofobia y a favor de la inmigración y los derechos humanos. Es miembro de la Unidad contra el Fascismo y el Racismo (Unitat Contra el Feixisme i el Racisme) y miembro de las juntas directivas del Centre Internacional Escarré per a les Minories Ètniques i Nacionals (CIEMEN) y de la Confederació d'Associacions Veïnals de Catalunya (CONFAVC). Su activismo ha dado lugar a amenazas de muerte por parte de los partidarios del presidente brasileño, Jair Bolsonaro.

### Diputada de España
Dantas se presentó a las elecciones generales de 2019 como candidata de la coalición electoral Esquerra Republicana de Cataluña-Soberanistas en la provincia de Barcelona y fue elegida diputada al Congreso de los Diputados.  
Durante su cargo, fue defensora de la inclusión de las personas migrantes en la Ley Trans. En febrero de 2023 realizó un discurso en defensa de esta normativa durante el debate por su aprobación en el Pleno del Congreso.

## Vida personal
Dantas tiene un hijo de un matrimonio cuando ella vivía en Brasil. También tiene dos hijas nacidas en Barcelona, Victoria y Natalia, de una segunda relación con un compatriota.

## Historia electoral
| Elección                  | Distrito electoral     | Partido | Partido                          | Alianza | Alianza                                       | N.º | Resultado |
| ------------------------- | ---------------------- | ------- | -------------------------------- | ------- | --------------------------------------------- | --- | --------- |
| Elecciones generales 2019 | Provincia de Barcelona |         | Esquerra Republicana de Cataluña |         | Esquerra Republicana de Cataluña–Soberanistas | 5   | Elegida   |